# Worms: Open Warfare 2
Worms: Open Warfare 2 est un jeu vidéo d'artillerie développé par Team17. Il est sorti en 2007 sur Nintendo DS et PlayStation Portable et fait suite à Worms: Open Warfare.

## Système de jeu
La principale nouveauté de cette version est d'intégrer un mode multijoueur en ligne permettant à quatre joueurs maximum de s'affronter. De plus, le moteur graphique a été retravaillé et il est désormais possible d'éditer ses propres niveaux et de les partager en ligne.